# North and Middle Andaman
North and Middle Andaman är ett distrikt i det indiska unionsterritoriet Andamanerna och Nikobarerna. Folkmängden uppgår till cirka 100 000 invånare, och den administrativa huvudorten är Mayabunder. Distriktet bildades 18 augusti 2006.

## Administrativ indelning
Distriktet är indelat i tre underdistrikt:
- Diglipur (43 183 invånare, 2011)
- Mayabunder (25 788 invånare, 2011)
- Rangat (36 636 invånare, 2011)

## Urbanisering
Distriktet har endast ett samhälle som räknades som urbant vid folkräkningen 2011, Bakultala (2 741 invånare 2011). Detta gör en urbaniseringsgrad på bara 2,6 procent. Det finns dock några byar som är något folkrikare än Bakultala: Diglipur (3 797 invånare), Rangat (3 784 invånare), Ramakrishnagram (3 221 invånare), Nimbutala (3 063 invånare), Kadamtala (3 008 invånare) och Mayabunder (2 845 invånare).